# Hans Frick (Schriftsteller)

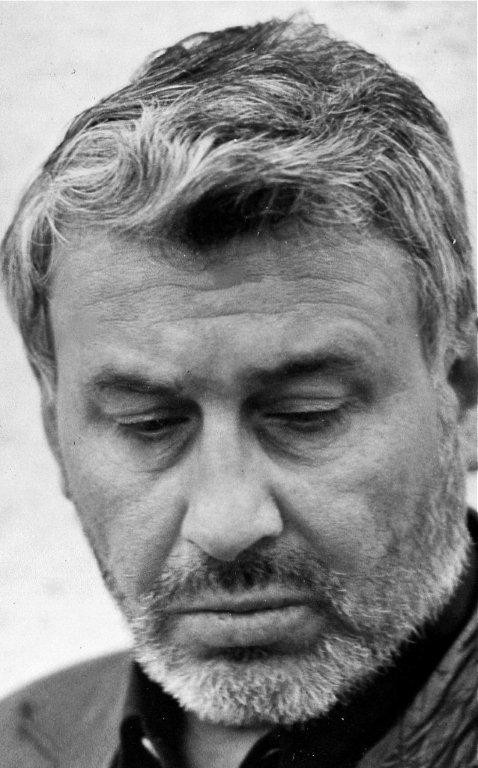
Hans Frick

Hans Frick (* 3. August 1930 in Frankfurt am Main; † 3. Februar 2003 in Huelva, Spanien) war ein deutscher Schriftsteller.

## Leben
Hans Frick – unehelicher Sohn einer Fabrikarbeiterin und eines jüdischen Kunsthändlers – wuchs bei seiner Mutter auf. Als „Halbjude“ lebte er während der Zeit des Nationalsozialismus in ständiger Angst vor Verfolgungen. Von 1936 und 1944 besuchte er die Volksschule in Frankfurt/Main und machte anschließend eine kaufmännische Lehre. Danach übte er verschiedene Tätigkeiten aus, war u. a. Hilfsarbeiter, Büroangestellter und Handelsvertreter. Ab 1964 lebte er als freier Schriftsteller in Frankfurt am Main und in Portugal. Seit 1970 war er in zweiter Ehe verheiratet. Nachdem sein zehnjähriger Sohn bei einem Verkehrsunfall ums Leben gekommen war, geriet Frick in eine tiefe persönliche Krise, die zur Alkoholabhängigkeit führte. Nach Erscheinen des Romans Die Flucht nach Casablanca im Jahre 1978 gab Frick das Schreiben auf und zog an die Algarve in Portugal, Ende der 1980er-Jahre nach Spanien. 
Hans Frick starb nach längerem, schweren Leiden in einem Krankenhaus im spanischen Huelva.

## Rezeption
Hans Frick war Verfasser von Romanen, Hörspielen und Drehbüchern. Viele seiner Werke haben persönliche Erfahrungen des Autors zum Hintergrund, so das Buch Henri den Tod seines Sohnes, Tagebuch einer Entziehung Fricks Alkoholabhängigkeit sowie Die blaue Stunde. Dieser Roman, der erstmals 1977 erschienen ist, ist heute selbst antiquarisch kaum noch zu bekommen. Dabei hat Frick mit dem Buch ein wichtiges Dokument über die NS-Zeit im Frankfurter Gallus-Viertel hinterlassen.
Franz Dobler sieht in dem Buch Die Blaue Stunde den autobiografischen „Bericht des 1930 geborenen über seine Jugend im Frankfurt der Nazi- und Nachkriegsjahre und über das elende Leben seiner Mutter. Sie wohnten in der Ginnheimer Straße, dann in der Lahnstraße, und überall wurde die Mutter als ‚dreckige Judenhure‘ beschimpft, weil sie ein uneheliches Kind von einem jüdischen Kunsthändler hatte. Der Halbjude Hans Frick wuchs mit der Angst auf, die Nazis könnten ihn jederzeit abholen (und er wusste, was sie mit den Juden machten).“ Für Monika Sperr erzählt Frick „vom mühevollen Leben und Sterben seiner Mutter, wobei er sich um äußerste Knappheit und Wahrhaftigkeit bemüht. In dieser strengen Beschränkung auf das Wesentliche, dem Verzicht auf Ausschmückung oder intellektuelle Ausweitung der Fakten, Bilder und Erinnerungen liegt ein Zauber, der dieses Buch, das eigentlich nur bittere Erfahrungen beschwört, zu dem ergreifenden Dokument eines proletarischen Frauenschicksals werden läßt.“ Das Buch, für Sperr eine Selbstbefragung des Autors, endet in der Nachkriegszeit mit dem Tod der Mutter, und dessen letzte Seiten „gehören wegen der Zurückhaltung und Behutsamkeit, mit der ein Sohn seiner Mutter das Sterben zu erleichtern versucht, zum Schönsten und Ergreifendsten, das ich je gelesen habe“.
1985 verfilmte der iranische Regisseur Sohrab Shahid Saless den Roman „Die blaue Stunde“ unter dem Titel Hans – Ein Junge in Deutschland. Der Film gilt als eine gelungene Übersetzung von Fricks Kindheitserinnerungen in eine eindringliche Bildsprache. 
Hans Frick, der vor allem wegen seiner Behandlung des Themas Vergangenheitsbewältigung in den Sechziger- und Siebzigerjahren ein vieldiskutierter Autor war und dessen existenzielle Romanparabel Mulligans Rückkehr (1977 verfilmt von Helmut Käutner mit Helmut Qualtinger in der Titelrolle) von der Literaturkritik teilweise mit Werken Kafkas verglichen worden war, geriet nach dem Erscheinen seines letzten Romans weitgehend in Vergessenheit.

## Werke
- Breinitzer oder Die andere Schuld. Rütten & Loening, München 1965
- Der Plan des Stefan Kaminsky. Rütten & Loening, München 1967
- Das Verhör. Taxi für Herrn Skarwanneck. Stufen einer Erinnerung. Heinrich-Heine Verlag, Frankfurt a. M. 1969
- Henri. Rowohlt, Reinbek bei Hamburg 1970
- Mulligans Rückkehr. Luchterhand, Neuwied 1972
- Tagebuch einer Entziehung. Luchterhand, Darmstadt 1973
- Dannys Traum. Bertelsmann, München etc. 1975
- Die blaue Stunde. Bertelsmann, München 1977
- Die Flucht nach Casablanca. Steinhausen, München 1980
- Breinitzer. Rogner & Bernhard Verlags KG, München 1979; 1980 auch bei Aufbau-Verlag, Berlin und Weimar, Reihe Edition Neue Texte.